# 卡溫頓鎮區 (密歇根州)
卡溫頓鎮區（英語：Covington Township）是位於美國密歇根州巴拉加縣的一個行政鎮區。

## 地方資料
卡溫頓鎮區的面積為508.50平方千米，當中陸地面積為498.00平方千米，而水域面積為10.50平方千米。根據2020年美國人口普查的數據，當地共有人口375人，而人口密度為每平方千米0.74人。